# Songland
Songland é uma série de competições de composições da NBC que estreou em 28 de maio de 2019. 
A série de competição de 11 episódios cria uma plataforma única para que novas vozes sejam ouvidas. Ela mostrará um pouco sobre processo criativo, e fornece a um talentoso vencedor por episódio a inestimável oportunidade de ter sua música gravada para um público global pelos artistas que estão no topo das paradas. 
Em cada episódio, cinco compositores irão apresentar suas faixas originais na frente de três grandes produtores musicais e um grande artista de gravação em um estúdio íntimo. As letras, arranjos, batidas, melodia e história de cada música serão consideradas pelo painel enquanto os produtores se envolvem em uma animada discussão sobre maneiras de adaptar criativamente esses elementos para melhor se adaptarem ao estilo e à sensibilidade do artista da semana
Após as apresentações, o mega-artista de gravação escolherá três compositores para seguir em frente para o estúdio e emparelhá-los com o produtor mais adequado para aperfeiçoar sua música. No estúdio, as músicas tomam forma inesperada, enquanto os compositores e produtores trabalham juntos para conquistar o artista. No final, um vencedor será escolhido e sua música será gravada e lançada como o próximo single do artista top.
Vai ao ar às terças-feiras, seguindo America's Got Talent até 2 de julho. Logo após haverá um breve hiato, a série será retomada na quarta-feira, 14 de agosto, transmitindo semanalmente até 11 de setembro no Estados Unidos. O show, produzido em cooperação com Universal Television Alternative Studio, Live Animals Productions, Dave Stewart Entertainment and 222 Productions, tem como objetivo dar aos compositores não descobertos a chance de criar um hit de sucesso. Os participantes são selecionados para trabalhar com produtores e um artista famoso para lançar uma música.
A cada semana, os produtores Ryan Tedder, Ester Dean e Shane McAnally se juntarão a compositores para criar o próximo grande sucesso a ser gravado por um artista convidado. Songland é uma produção executiva da produtora premiada com Emmy, Audrey Morrissey (The Voice), do diretor Ivan Dudynsky, do co-fundador da Eurythmics, Dave Stewart, Chad Hines e do cantor vencedor do Grammy, Adam Levine. Josh Gummersall servirá como produtor junto com Ryan Tedder. O conceito foi concebido por Stewart, Morrissey e Dudynsky.

## Convidados musicais em destaque
- Jonas Brothers
- John Legend
- Meghan Trainor
- Macklemore
- Charlie Puth
- Kelsea Ballerini
- will.i.am
- OneRepublic
- Aloe Blacc
- Old Dominion
- Leona Lewis